# Kingswood (Surrey)
Kingswood – wieś w Anglii, w hrabstwie Surrey, w dystrykcie Reigate and Banstead. Leży 25 km na południe od centrum Londynu.